# Egisto Zabeo
Egisto Zabeo (Dolo, 8 febbraio 1856 – Ravenna, 21 dicembre 1926) è stato un politico italiano.

## Biografia
Figlio di Giacomo fu Antonio, (1810-1879 - Commerciante di granaglie e biade, già consigliere comunale di Dolo dal 1876 al 1879) e di Santa Ferrara. Si sposò con Ausonia Gardelin ed ebbe un'unica figlia, Minerva.

## Onorevole
L'onorevole Zabeo partecipò per la prima volta alle elezioni dopo la modifica della legge elettorale e la definizione dei nuovi Collegi elettorali del Regno d'Italia. 
La legge con la quale Zabeo fu eletto fu il RD n.280 del 14 giugno 1891 che stabilì, in virtù della legge 210 del 5 maggio 1891 il sistema maggioritario con collegio uninominale con eventuale ballottaggio.
Nel nostro caso il Collegio elettorale, che in precedenza eleggeva tre deputati nel plurinominale n. 131 «Venezia II- Dolo» diventò uno dei sei collegi della Provincia di Venezia: Venezia I, Venezia II, Venezia III , Mirano, Portogruaro, Chioggia.
Il Collegio uninominale Mirano, nel quale fu eletto Zabeo, aggregava i seguenti Comuni: Mirano, Noale, Pianiga, Salzano, Santa Maria di Sala, Scorzè, Dolo, Campagna Lupia, Campolongo Maggiore, Camponogara, Fiesso d'Artico, Fossò, Mira, Stra, Vigonovo.

## Elezioni
Fu eletto :
- XVIII legislatura del Regno d'Italia votazione del 6 novembre 1892, eletto per il Partito della Democrazia  con 1590 su 3095 votanti
- XIX legislatura del Regno d'Italia votazione 26 maggio 1895, eletto per il Partito della Democrazia con 1572 su 2938 votanti; ;
- XX legislatura del Regno d'Italia nel ballottaggio del 28 marzo 1897, eletto per il Partito della Democrazia con voti 1252 su 1446 votanti. Dopo le elezioni aderirà al Partito Repubblicano Italiano
- XXI legislatura del Regno d'Italia votazione del 3 giugno 1900,  per il Partito Repubblicano Italiano con voti 1556 su 2807 votanti
- XXII legislatura del Regno d'Italia votazione del 6 novembre 1904,  per il Partito Repubblicano Italiano con voti 2123 su 2567 votanti

Partecipò alle elezioni per la XXIII legislatura del Regno d'Italia alla votazione del 24 marzo 1909 ma le perse (1580 voti) contro il moderato conte Piero Foscari (2574 voti). Era presente anche il candidato socialista Camillo Prampolini (133 voti).
Fu segretario del VII ufficio della Camera dei Deputati +. Scrisse sul giornale Bachiglione di Padova. Fu sempre sostenuto dal giornale  Adriatico di Venezia di orientamento Partito della Democrazia  . Nel suo periodo il suo Collegio elettorale di Mirano divenne per un ventennio «un piccolo avamposto degli ateisti [...]» perché non fu «certo assente l'estroversa emancipazione dei popolani della Riviera del Brenta»

## Incarichi locali
- Sindaco facente funzione  dal dicembre 1889 al ottobre 1892.[6]
- Assessore comunale dal 1884 al 1886,, nel 1893, nel 1903,  dal 22 luglio 1905 al 5 maggio 1906.
- Consigliere comunale dal 6 luglio 1879 al 1883; nell'anno 1887, nell'anno 1904, e dal 5 maggio 1906 al 1910.[7]
- Presidente dell'Ospedale civile di Dolo dal 1906 al 1909.

## Ultimi anni
Dopo il 1910 si ritirò a vita privata e, successivamente al fallimento della sua tipografia a Mestre, si trasferirà a Ravenna dove vivrà facendo il semplice impiegato fino 1926, anno della morte.